# Miske
Miske is een plaats (község) en gemeente in het Hongaarse comitaat Bács-Kiskun. Miske telt 1869 inwoners (2002).